# 오진석 (연출가)
오진석은 대한민국의 텔레비전 드라마 연출감독이다.

## 드라마
- 2004년 SBS 주말 미니시리즈 《파리의 연인》 ... 조연출
- 2005년 SBS 2부작 금요드라마 《내 사랑 토람이》 ... 조연출
- 2005년 SBS 월화 미니시리즈 《불량 주부》 ... 조연출
- 2006년 SBS 월화 미니시리즈 《101번째 프러포즈》 ... 조연출
- 2007년 SBS 드라마스페셜 《완벽한 이웃을 만나는 법》 ... 조연출
- 2011년 SBS 아침 일일연속극 《미쓰 아줌마》 ... 연출
- 2013년 SBS 주말 특별기획 드라마 《결혼의 여신》 ... 연출
- 2014년 SBS 주말 미니시리즈 《모던파머》 ... 연출
- 2015년 SBS 드라마스페셜 《용팔이》 ... 연출
- 2017년 SBS 월화 미니시리즈 《엽기적인 그녀》 ... 공동연출
- 2019년 NETFILX 오리지널 드라마 《첫사랑은 처음이라서 Season 1》 ... 연출
- 2019년 NETFILX 오리지널 드라마 《첫사랑은 처음이라서 Season 2》 ... 연출
- 2019년 ~ 2020년 MBC 수목 미니시리즈 《하자있는 인간들》 ... 연출
- 2023년 NETFILX 오리지널 드라마 《퀸메이커》 ... 연출